# 차세대중형위성 1호

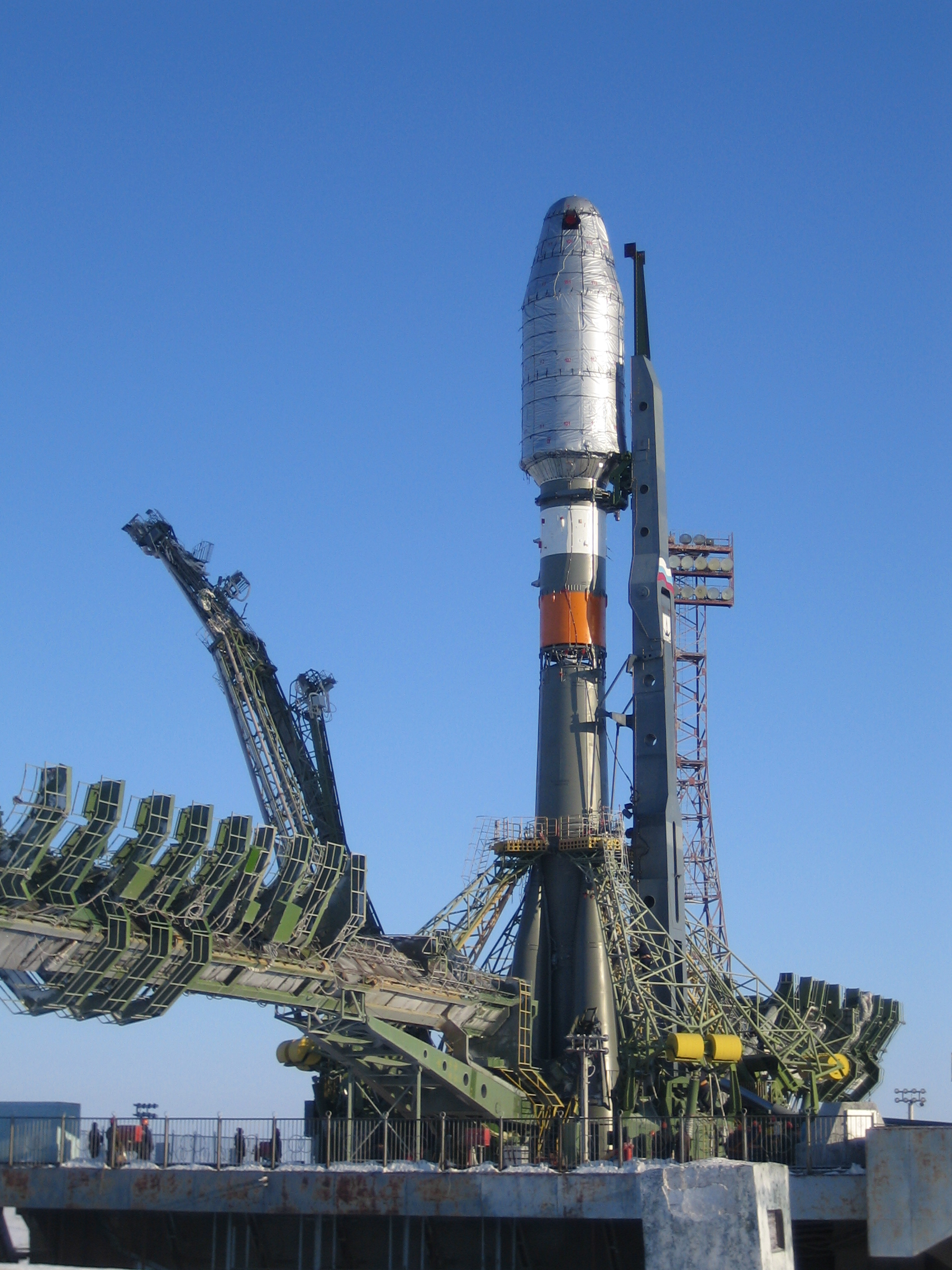
러시아 소유즈 2.1a 로켓

차세대중형위성 1호 또는 CAS500-1은 대한민국의 한국항공우주연구원에서 개발한 500kg급 지상관측위성으로, 2021년 발사되었다.

## 역사
1단계 개발사업(1호 및 2호)은 2015년부터 2021년까지 2기의 지상정밀 관측을 위한 광학위성을 개발하며, 2단계 개발사업(3호, 4호 및 5호)은 2019년부터 2025년까지 농산림, 수자원 감시등을 위한 3기의 차세대중형위성을 개발한다.
차세대중형위성 1호는 한국항공우주연구원 주관으로 개발되고 있으며, 한국항공우주연구원은 국내 산업체의 연구인력과 공동설계팀을 구성하여 차세대중형위성 1호를 개발함으로써 국내 산업체에 위성 개발기술을 이전하고 있다.
대한민국이 독자적으로 개발하는 차세대중형위성 1·2호(1단계)는 고해상도(흑백 0.5m급, 컬러 2.0m급)의 전자광학카메라를 탑재한 국산 중형위성의 표준 모델이다. 차세대중형위성 1·2호는 고도 497.8km의  태양동기원궤도가 임무궤도이고, 중량 500kg내외, 임무수명은 4년이다. 탑재체는 관측폭 12km, 1Tbits  영상저장용량 및 640Mbps 전송속도를 가진다. 2호는 1호와 같은 궤도에서 1호 대비 180도의 위상차를 가지고 운영될 예정이다.
2021년 3월 현재 한국항공우주연구원은 차세대중형위성 1호 위성체 총조립을 완료하고, 카자흐스탄의 바이노루르 우주기지로 이동해 3월 20일에 소유즈-2발사체로 발사되었다. 차세대중형위성 2호는 민간산업체로 기술이 이전되어 2호는 민간기업이 개발중이다. 2022년에는 차세대중형위성 2호가 발사된다.
그리고 한국항공우주연구원에서 1호 개발사업을 통해 개발한 500kg급 중형위성용 표준본체를 직접 활용하여 차세대중형 3·4·5호기(2단계)를 국내 산업체 주관으로 개발하고, 3호 우주과학·기술검증 탑재체, 4호 광역광학카메라 탑재체, 5호 C-band 영상레이더 탑재체를 장착하여 다양한 영역에서 활용될 예정이다. 과학기술정보통신부는 1호기 개발에 성공하면 차세대중형위성의 양산체계를 구축할 계획이다.

## 개발비
차세대중형위성 1호는 지난 2015년부터 1612억원의 예산을 투입해 항우연을 중심으로 개발에 착수했다.
차세대중형위성 2호 개발 예산은 822억 5000만원이며, 사업기간은 2018년 2월부터 2020년 10월까지이다.
일본 아스나로 1호 보다 59%, 페루의 페루샛 1호보다는 29% 정도의 비용에 제작해 '가성비'로는 세계 최고 수준이다. 1호기 기준 1579억원이 들어갔는데, 일본 아스나로 1호는 3000억원짜리고, 페루 페루샛 1호는 4000억원 가까이 들었다. 개발 기간도 1호기 5년, 2호기는 3년이어서 다른 나라들의 6~7년보다 훨씬 짧다.
- 차세대중형위성 1호,  대한민국, 관측 폭 12km, 해상도 흑백 0.5m, 컬러 2.0m, 1579억원
- 아스나로 1호,  일본, 관측 폭 10km, 해상도 흑백 0.5m, 컬러 2.0m, 3000억원
- 페루샛 1호,  페루, 관측 폭 14.5km, 해상도 흑백 0.7m, 컬러 2.0m, 4000억원
- 카르토샛 2호,  인도, 관측 폭 9.6km, 해상도 흑백 0.8m
- 에로스-B,  이스라엘, 관측 폭 7km, 해상도 흑백 0.7m

## 국산화
차세대중형위성에는 70개의 탑재체가 탑재되는데, 광검출기(CCD)를 제외한 69개 탑재체를 국산화 해서, 국산화율 95%를 달성했다. 아리랑 위성은 탑재체 부품을 대부분 해외에서 조달했었다. 광검출기(CCD)는 캐나다의 텔레다인 달사 제품을 사용한다. CCD 화소크기가 7 마이크로미터이다. 캐나다의 텔레다인 달사는 미국 텔레다인 테크놀로지스의 자회사로서, 디지털 이미징 업체이다.

## 반사경
차세대중형위성 1호에 사용된 반사경 5개 중 가장 중심이 되는 주 반사경은 지름이 0.6m로 크면서도 무게는 13kg 남짓으로 가볍다. 거울 면의 형상 오차가 머리카락 굵기의 8천분의 1 정도인 10㎚(나노미터·10억분의 1ｍ) 수준으로 좁은 골목길까지 정밀하게 촬영할 수 있다. 표준연은 2015년부터 한국항공우주연구원(항우연)과 공동 연구 끝에 16년 만에 대구경 반사경을 국산화하는 데 성공했다.
2004년 항우연은 이스라엘 엘롭사와 반사경을 공동개발했다. 2004년 12월 17일 이스라엘에서 대전 항우연으로 수송했다. 이 위성카메라는 지구상공 360km 우주에서 흑백영상으로 가로와 세로 1m크기의 물체를 하나의 점으로 표시할 수 있는 1m급 해상도를 구현하며 흑백 1채널, 컬러 4채널, 관측폭 15㎞의 성능을 갖고 있다. 이같은 성능은 지구상공 360km에서 도로위의 차량이 트럭인지, 승용차인지 식별할 수 있으며 지상의 건물의 모습은 물론 창문 등 건물의 구체적인 구조물도 촬영할 수 있고 비상시 위성을 지구상공 150km까지 2.4배 고도를 낮출 경우 해상도가 16배인 25cm까지 높아진다. 아리랑 2호에 탑재되었다. 차세대중형위성 1호는 이러한 아리랑 2호 보다 4배 선명한 0.5m 해상도이다.
아리랑 3A호는 국산 반사경을 탑재했다. 이승훈 한국항공우주연구원 위성탑재체실장은 이스라엘에서 반사경 기술을 배워왔으며, 이 실장 연구팀에서 반사경을 제작했다. 지표면 55 cm 크기의 물체까지 식별할 수 있다. 사람은 물론 강아지도 구별할 수 있는 수준이다. 아리랑 3A호에 들어가는 카메라의 주반사경은 직경이 81cm에 달하지만 오차는 15나노미터(㎚·10억분의 1ｍ)에 불과하다. 로켓 발사 시 진동이 매우 크기 때문에 중력의 50배까지 버틸 수 있도록 설계됐다. 한국과 이스라엘은 2000년부터 5년간 반사경 연구를 지속했다. 당시 연구원이던 이 실장은 2002년 파견돼 2004년 카메라 개발이 완료될 때까지 이스라엘에 머물렀다.
2014년 11월 4일, 한국표준과학연구원(KRISS) 우주광학센터 연구팀이 직경 1m 초경량 우주용 반사경 개발에 성공했다. 크기와 무게에 제한이 있어, 상업용 위성으로는 최대 직경 1m 이내 반사경을 사용한다. 직경 1m 반사경을 사용하는 망원경은 상공 200 km에서 자동차 차량 번호를 식별할 수 있을 정도의 해상도를 지녔다. 반사경 무게를 43kg 이하로 제작하기 위해 경량화율을 기존 60%에서 80%로 늘렸다. 이를 위해 깨지기 쉬운 유리소재 두께를 1/2로 줄였다. 보통 자동차 번호판을 식별하려면 5 cm 해상도가 필요하다고 알려져 있다. 번호판이 하늘을 향해 장착된 것이 아니어서, 복잡한 영상 처리를 거쳐야 한다.
1990년에 발사된 허블 우주망원경의 반사경 직경은 2.4 m이다. 미국 정찰위성도 이 반사경을 사용한 것으로 알려져 있는데, 직경 1 m 반사경이 자동차 번호판을 읽을 정도이니, 대략 어느정도 해상도인지, 추측할 수 있다.
2010년 4월 22일, 보잉 X-37B를 최초 발사했다. 2019년 10월 28일 5회차 비행은 780일간 우주에 머물렀다. 미국은 임무에 함구하고 있는데, 초고해상도 정찰위성 카메라를 장착했을 가능성도 없지 않다. 기존의 정찰위성은 초고해상도 촬영을 위해서 궤도 변경을 해서 고도를 매우 낮춰야 하는데, 이러면 인공위성에 탑재된 연료 소모가 매우 커진다. 인공위성은 재활용이 불가능해서 연료가 모두 소모되면 고가의 초고해상도 위성 카메라를 파괴해야만 한다. 반면에, 보잉 X-37B는 이착륙이 가능해서, 연료가 떨어지면 다시 착륙해서 연료를 재주입해 발사하면 된다. 보통 정찰위성 임무수명은 2년(730일)인 경우도 흔한데, 보잉 X-37B는 5회차 발사에서 780일을 우주에 머물러서, 재활용 가능한 초고해상도 초저고도 정찰위성의 능력을 입증했다.

## 발사체
1단계에서 개발되는 차세대중형위성 1호 및 2호는 소유즈 발사체를 이용하여, 카자흐스탄 바이코누르 우주센터 발사장에서 발사될 예정이다. 하지만 차세대중형위성 1호는 2021년 3월 20일 3시 7분(한국시간)에 소유즈-2발사체로 발사될 예정이었지만 발사체의 기술적 문제로 연기되었다.
2단계에서 개발되는 3·4·5호기 차세대중형위성들은 한국형발사체 개발 현황에 따라 국내 또는 국외 발사체를 이용해 발사할 예정이다.

## 쎄트렉아이
쎄트렉아이는 SpaceEye-X 인공위성을 개발했다. 가격 6천만 달러(720억원), 무게 500 kg, 해상도 흑백 0.5 m 수준이다. 차세대중형위성과 제원이 같다. 차세대중형위성 개발은 항우연과 민간 기업이 공동개발하는 방식으로, KAI와 쎄트렉아이가 1조원 규모의 2호기 사업에 입찰했으며, KAI가 선정되었다. 1호기를 항우연이 개발했고, 이 기술을 2호기를 개발하는 KAI에게 이전해주는 방식이다. 3호기부터 12호기까지 모두 KAI가 수주할 것으로 예상되고 있다.

## 같이 보기
- 킬 체인